# АО-34
АО-34 — прототип советского автомата с компоновкой булл-пап, разрабатывавшийся в середине 1960-х годов.

## История
Автомат разрабатывали для конкурса 1968 года по созданию оружия под малоимпульсный патрон. АО-34 был разработан с вибрационной балансировкой отдачи, которая была признана успешной и повысила эффективность на 150 % (Стреляющий агрегат установлен на коробке, а буферные пружины принимают энергию отдачи, что позволило улучшить кучность и точность стрельбы из неустойчивого положения в несколько раз). Но стоит добавить, что подобное нововведение было очень нестандартным и сложным для того времени. Автомат обладал хорошим темпом стрельбы, но в итоге АО-34 так и не был принят на вооружение.

## Описание
Автомат был создан по схеме «булл-пап», имел газоотводный двигатель автоматики и ударно-спусковой механизм ударникового типа. Компактные размеры оказались одновременно и достоинством, и недостатком, ибо он становился хоть и небольшим в размере, но сложным в плане конструкции.

## Дальнейшая судьба
В конечном итоге автомат так и не было принят на вооружение; точные причины непринятия на вооружение неизвестны. Скорее всего, главной причиной является нестандартная для армии СССР и военной комиссии компоновка «булл-пап». А другой причиной стала сложность автомата в такой компоновке.

## Комментарии
1. ↑  Не следует путать с охотничьим патроном 5,6 × 39 мм